# Prozatímní zákon obecní

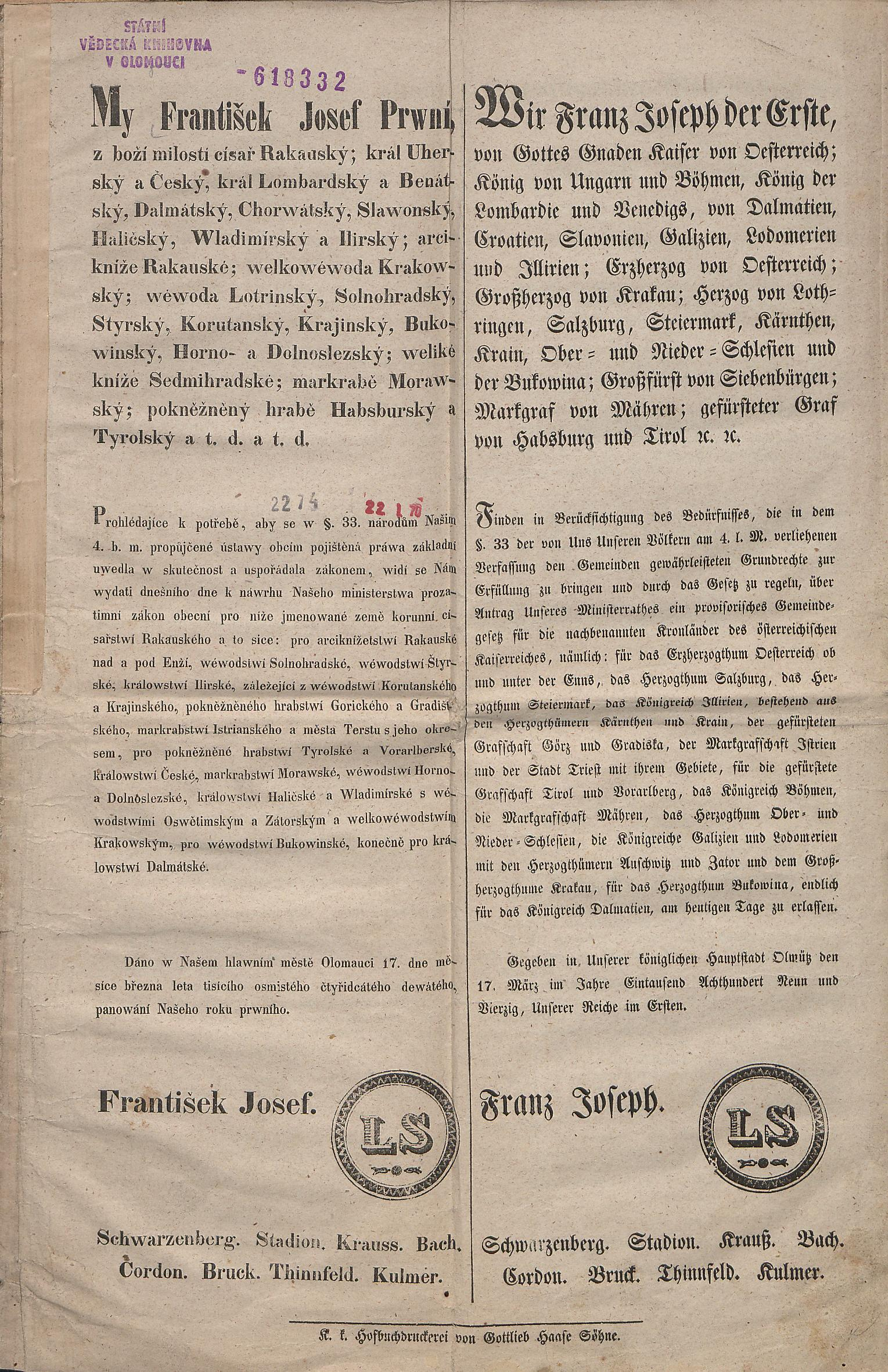
Titulní strana publikace Prozatímní zákon obecní z fondu Vědecké knihovny v Olomouci

Prozatímní zákon obecní (také Stadionovo prozatímní obecní zřízení), vyhlášen jako císařský patent č. 170/1849 ř. z., představuje první právní vymezení samosprávy území Rakouského císařství.

## Vznik zákona
Změny v přístupu k státoprávnímu uspořádání zasáhly i habsburskou monarchii a jednou z významných legislativních úprav této doby bylo i přijetí zásady samosprávy, tedy přijetí obecního zřízení. Zákon byl přijat v březnu 1849, bývá také označován jako „Stadionovo“ či „prozatímní“ obecní zřízení. Už z názvu je vidět, že mělo jít jen o prozatímní úpravu, ale vzhledem k potlačení revoluce, prosazení  absolutismu nakonec zůstal v platnosti (i když několikrát novelizován) až do roku 1860, obnovení ústavnosti a zahájení moderní éry v mocnářství. 

## Vymezení působnosti zákona
Obsah tohoto právního předpisu je dán jeho ustanovením všeobecným: „Základ svobodného státu jest obec svobodná.“ Obce a města dostaly možnost správy svých vlastních věcí, která měla být uskutečňována skrze zastupitelstvo (obecní výbor) a radu (představenstvo). Obecní výbor volený všemi občany pak ze svého středu volil představenstvo obce v čele s obecním představeným – starostou. Starosta měl po boku radní. Obecní výbor dozoroval činnost představenstva obce. Starosta naopak byl výkonným orgánem obce, v jehož gesci byly věci policejní, dále dopravní (silniční, železnici měl na starost stát), chudinské, hasičské, čelední, tržní, mravnostní a stavební. Starosta odpovídal za věci na poli drobné kriminality (bezpečnost osob a majetku), zveřejňoval zákony a nařízení, v oblasti financí vybíral a odváděl přímé daně, spolupracoval při soupisech branců a odvodech, vydával domovské listy apod. Zároveň byl přijat princip samostatné a přenesené působnosti, tedy věcná působnost byla dána tím, k čemu byly obce oprávněny samostatně v rámci samosprávy, přenesená tím, co na obec v rámci výkonu státní správy přenášel stát.
Po porážce revoluce v Uhrách v druhé polovině roku 1849 pak byly v první polovině roku 1850 provedeny první obecní volby a nové obecní výbory se ujaly funkce. Na sklonku roku 1851 byly přijaty tzv. Silvestrovské patenty, které zrušily i oktrojovanou Březnovou ústavu z roku 1849. Obecní zřízení pak bylo podřízeno absolutistickým trendům, samosprávné pravomoci byly postátněny, stát převzal dohled nad obcemi, když okresní úřady dávaly vládě pravomoc stvrzovat zvolené obecní představitele, případně je jmenovat. Také bylo zrušené právo přítomnosti veřejnosti při jednáních obecních výborů, čímž bylo odstraněno právo kontroly veřejné správy občany. Plné prosazení principů obecní samosprávy pak nastalo v 60. letech 19. století.